# ملعب تومبا

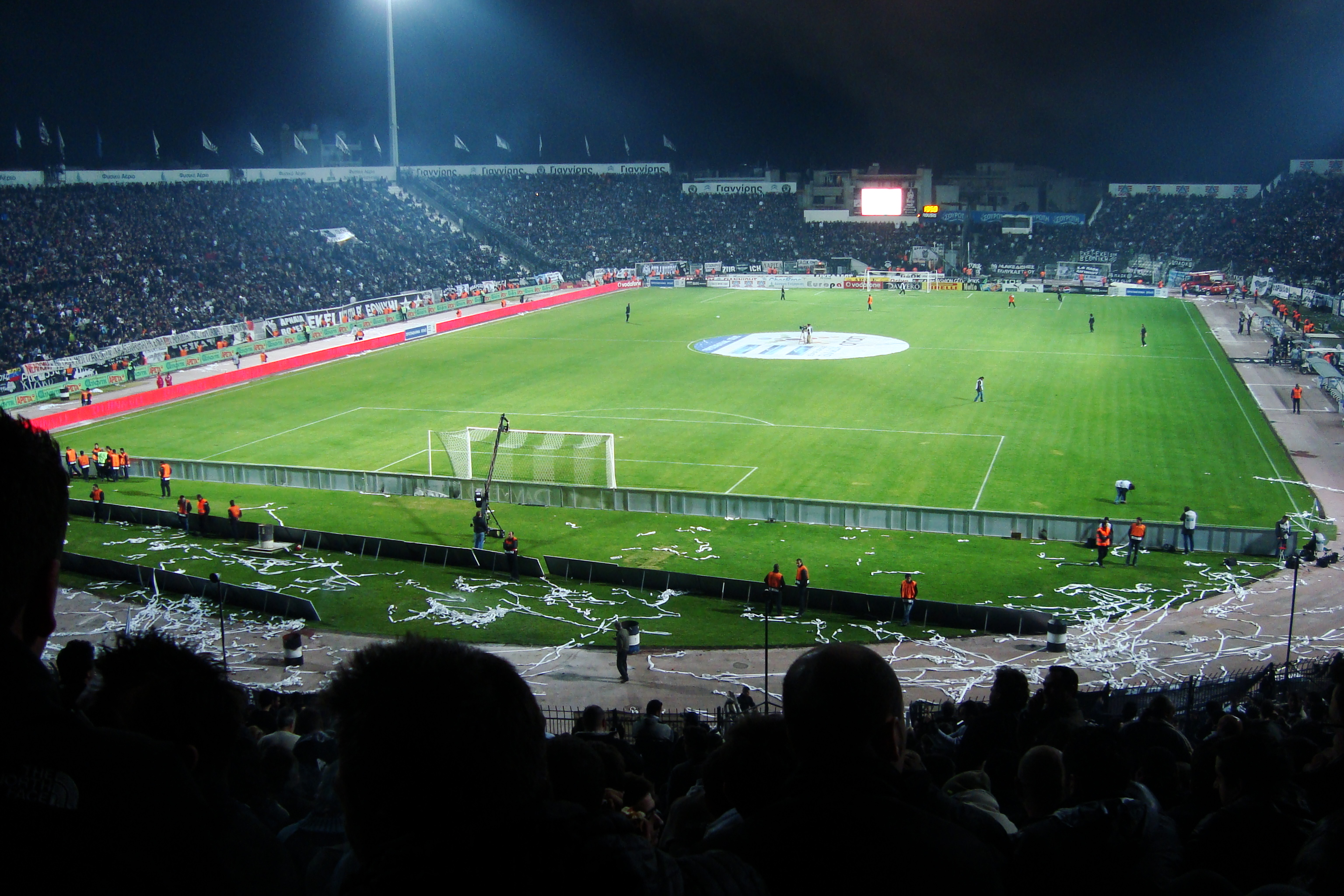

ملعب تومبا هو ملعب كرة قدم يقع في سالونيك، اليونان. يسع الملعب لجلوس 28،703 متفرج . يعتبر الملعب الرسمي الذي يخوض فيه نادي باوك مبارياته المنزلية. تم افتتاح الملعب في 6 سبتمبر 1959.